# 勒秀镇
勒秀镇，是中华人民共和国甘肃省甘南藏族自治州合作市下辖的一个乡镇级行政单位。
2017年3月15日，甘肃省民政厅批复同意撤销勒秀乡，设立勒秀镇。

## 行政区划
勒秀镇下辖以下地区：
阿木去乎村、峡村、热布杂多村、吉利村、洛瓦村、斗应高村、加门村、俄合村、希日阿村和麻拉村。

## 历史沿革
1962年4月，洮江县的下巴沟、麦西、阿木去乎、牙利吉、科才5乡复划归夏河县。
1966年11月，吉利、下巴沟2乡合并为下巴沟乡。
1968年3月，改称下巴沟公社，
1983年9月，改为下巴沟乡。
1986年1月夏河县属10个乡镇按藏族群众习惯称谓改名，下巴沟更名为勒秀乡。
2005年12月13日，加茂贡乡辖区并入勒秀乡。加茂贡乡成立于1996年6月28日。
2017年3月15日，撤乡设镇。